# Pontylazacfélék
A pontylazacfélék (Characidae) a csontos halak (Osteichthyes) főosztályának sugarasúszójú halak (Actinopterygii) osztályába, ezen belül a pontylazacalakúak (Characiformes) rendjébe tartozó család.
Ismertető jegyük az állat háti oldalán a hát- és a farokúszó között található apró zsírúszó vagy kövérsörényúszó (pinna adiposa), mely bizonyos taxonoknál másodlagosan hiányozhat.

## Előfordulásuk
A legtöbb pontylazac Közép-Amerika és Dél-Amerika folyóiban él, néhány faj Afrikában is előfordul. Bár az akvaristák körében nagyon kedveltek, a szabadon élő fajok begyűjtését minimálisra tudták csökkenteni, mert a pontylacafélék fogságban is jól tenyészthetők. Inkább a nehezebben tenyészthető fajok vannak veszélyben.

## Megjelenésük
A pontylazacfélék többnyire 4-8 centiméter hosszúak, de vannak fajok, melyek 17 vagy akár 30 centiméter hosszúak lehetnek. Színezetük fajtól függően nagyon változó.

## Életmódjuk
E család fajai rajokban élnek, és a közepes mélységeket kedvelik. Táplálékuk nagyon sokrétű: kis állatok, rovarok, döghús és növények. Általában 3-4 évig élnek.

## Szaporodásuk
Az ivarérettséget 1-2 éves korban érik el. Az ikrák száma fajtól függően 100-300 között van. A kifejlődéshez 1-5 nap kell, hogy elteljen.

## Rendszerezés
A családba az alábbi alcsaládok és be nem sorolt nemek tartoznak:
- Agoniatinae
- Aphyocharacinae
- Bryconinae
- Characidiinae
- Characinae
- Cheirodontinae
- Clupeacharacinae
- Crenuchinae
- Glandulocaudinae
- Iguanodectinae
- Rhoadsiinae
- Serrasalminae
- Stethaprioninae
- Tetragonopterinae

### Alcsaládokba nem sorolt nemek
| - Aphyocharacidium - Aphyodite - Astyanacinus - Astyanax Baird & Girard, 1854 - 146 faj - Atopomesus - Attonitus - Aulixidens - Bario - Bramocharax - Brittanichthys - Bryconacidnus - Bryconamericus Eigenmann, 1907 - 79 faj - Bryconella - Bryconexodon - Bryconops - Caiapobrycon - Ceratobranchia - Chalceus - Coptobrycon - Creagrutus - Cyanocharax - Deuterodon - Engraulisoma - Genycharax - Grundulus - Gymnocharacinus - Gymnocorymbus Eigenmann, 1908 - 4 faj - Gymnotichthys - Hasemania Ellis, 1911 - 9 faj - Hemibrycon - Hemigrammus Gill, 1858 - 59 faj - Hollandichthys - Hyphessobrycon Durbin in Eigenmann, 1908 - 140 faj - Hypobrycon - Inpaichthys - Jupiaba - Knodus - Leptobrycon - Lignobrycon - Markiana - Microgenys - Microschemobrycon - Mixobrycon | - Moenkhausia Eigenmann, 1903 - 82 faj - Monotocheirodon - Nematocharax - Odontostoechus - Oligobrycon - Oligosarcus - Othonocheirodus - Oxybrycon - Paracheirodon Géry, 1960 - 3 faj - Parapristella - Parastremma - Parecbasis - Piabarchus - Piabina - Pristella - Probolodus - Psalidodon - Psellogrammus - Pseudochalceus - Rhinobrycon - Rhinopetitia - Roeboexodon - Salminus - Schultzites - Scissor - Serrabrycon - Stichonodon - Stygichthys - Thrissobrycon - Tucanoichthys - Tyttobrycon - Axelrodia - Boehlkea - Carlastyanax - Ctenobrycon - Exodon - Nematobrycon - Petitella - Thayeria Eigenmann, 1908 - 3 faj - Triportheus - Deuterodon |